# ボディコンディションスコア
ボディコンディションスコア（略称：BCS、英：Body Condition Score）とは、動物の脂肪の蓄積具合を数値化して示したものであり、動物の栄養状態を把握することができる。犬や猫のようなペットから、牛や豚のような家畜動物まで様々な動物の体型に対して用いられる。基本的には1～5の5段階評価（乳牛の場合は0.25刻み）でスコアリングされる。

## 乳牛のBCS
乳牛では、BCSを測定することで、エネルギーが充分かどうか判定することができる。BCSの判定法としては、ファガーソンらのUV法が最も一般的に用いられている。BCSは、UV法を用いて外観し、体脂肪量を目測することで、その程度を0.25ごとにスコアを付ける。UV法とは、体脂肪量の違いを骨盤エリアで判定する方法であり、最も簡便で実用的な方法と考えられている。具体的には、寛がＵ字に見えたら3.25以上のスコアとし、尾骨靱帯と仙骨靭帯を見ながら相対的な肥満の程度を詳細に採点する。一方、寛がV字に見えたら3.00以下とし、腰骨と坐骨を見ながら体脂肪量の程度にしたがって採点する。
代謝状況によってBCSは変化するため、飼養ステージによってBCSは異なる。分娩後の泌乳初期には、BCSは2.5～2.75程度になり、日数がたつにつれ、3.0程度まで回復する。泌乳を行わない乾乳期にはBCSは3.25程度になる。牛群で削痩牛や肥満牛が多い場合には、栄養バランスを見直す必要がある。

## BCS条件の決定
さまざまなポイントが推定され、全体的な結果が決定されるため、体調評価は主観的な尺度であるが、1から5までのスケールが指定され、中間ステップは0.25である。
| verbal                           | BCS Note | Rückenfettdicke in mm |
| -------------------------------- | -------- | --------------------- |
| 非常に悪い状態（やせ衰えている） | 1        | <5                    |
| スケルトンがはっきりと見える状況 | 2        | 10                    |
| 骸骨と肉のバランス               | 3        | 20                    |
| 肉と脂肪の優勢状況               | 4        | 30                    |
| 太すぎ                           | 5        | >35                   |

状態をすぐには認識できないため、全体的な成績を計算するための手がかりがいくつかあるが、同じシステムを使用して次の点を評価している。
- 棘突起
- 棘突起と横突起を結ぶ線
- 横突起
- ハンガーピットへの移行
- 股関節/坐骨結節
- シートボーン/ヒップボーン間
- ヒップバンプ間のゾーン
- 流域出口ピット

これらのポイントの個々の評点を合計し、8で割って、平均評点、つまり全体的な評点を取得している。